# Stranje pri Dobrniču
Stranje pri Dobrniču je naselje u slovenskoj Općini Trebnju. Stranje pri Dobrniču se nalazi u pokrajini Dolenjskoj i statističkoj regiji Jugoistočnoj Sloveniji. 

## Stanovništvo
Prema popisu stanovništva iz 2002. godine naselje je imalo 20 stanovnika.